# Tenza
Tenza – miasto w Kolumbii, w departamencie Boyacá.